# Ternòpil
Ternòpil o Ternópil (ucraïnès: Тернопіль, transliterat Ternopil’ transcrit Ternòpil, polonès i alemany: Tarnopol, rus: Тернополь, transliterat Ternopol’, transcrit Ternópol), és una ciutat, a l'oest d'Ucraïna, situada a la vora del riu Seret. Ternopil és una de les principals ciutats d'Ucraïna occidental i de la regió històrica de Galítsia.

## Situació administrativa
La ciutat és el centre administratiu de l'óblast (província), així com del circumdant raion de Ternòpil en l'óblast. No obstant això, Ternòpil és una ciutat de subordinació a l'óblast i, per tant, està subjecta directament a les autoritats provincials i no a l'administració del raion que té la seu a la mateixa ciutat.

## Història

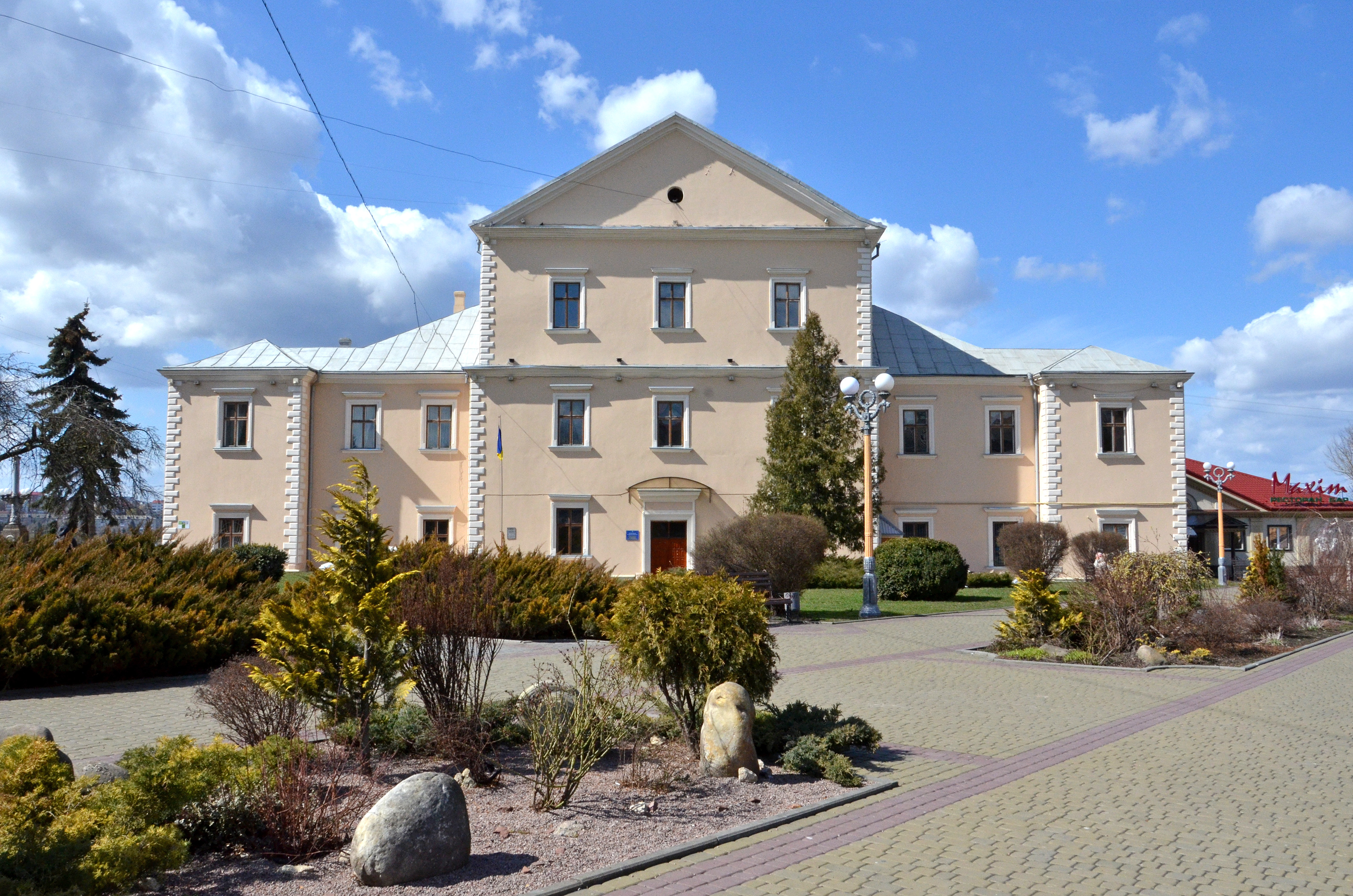
El Castell de Ternòpil reconstruït al com un palau

La ciutat va ser fundada el 1540 per Jan Amor Tarnowski com una fortalesa militar i un castell. En 1544 es va construir el Castell de Ternòpil i va repel·lir els seus primers atacs tàrtars. En 1548 el rei Segimon I el Vell li va concedir a Ternòpil els drets de ciutat. En 1567 la ciutat va passar a la família Ostrogski. En 1575 va ser saquejada pels tàrtars. En 1623 la ciutat va passar a la família Zamoyski.
Al segle 17 la ciutat va ser gairebé esborrada de la faç de la Terra durant la rebel·lió de Khmelnitski, que va foragitar o matar la majoria dels seus residents jueus. Ternòpil va ser gairebé destruïda del tot pels turcs i els tàrtars en 1675 i reconstruïda per Aleksander Koniecpolski però no recuperar la seva glòria anterior fins que va passar a Marie Casimire, l'esposa del rei Joan III Sobieski en 1690. La ciutat va ser saquejada posteriorment per última vegada pels tàrtars en 1694, i dues vegades per russos en el curs de la Gran Guerra del Nord en 1710 i Guerra de Successió de Polònia en 1733. en 1747 Józef Potocki va convidar-hi els domincans i va fundar la bella i tardobarroca Església Dominicana (avui Catedral de la Immaculada Concepció de la Santíssima Mare de Déu de l'eparquia de Ternòpil-Joriv de l'Església grecocatòlica ucraïnesa). La ciutat va ser saquejada tres vegades durant la confederació de Bar (1768-1772), pels mateixos confederats, per l'exèrcit del rei i pels russos. En 1770 va ser devastada a més per un brot de verola.

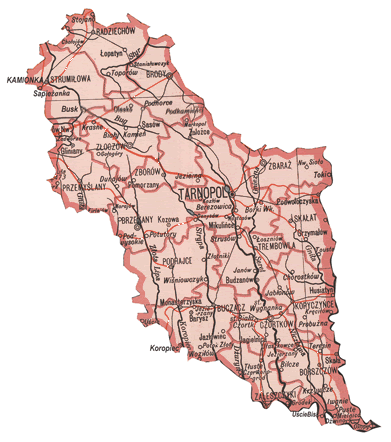
Voivodat de Tarnopol

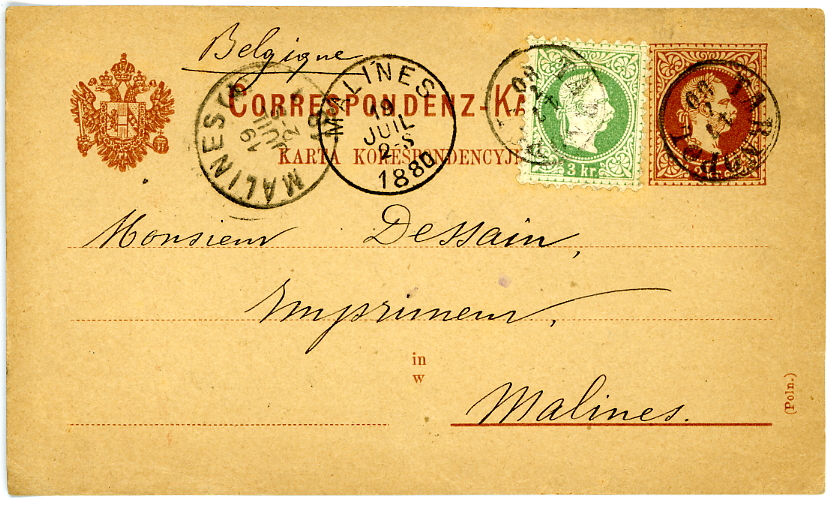
Targeta postal d'Àustria en versió polonesa cancel·lada el 1880

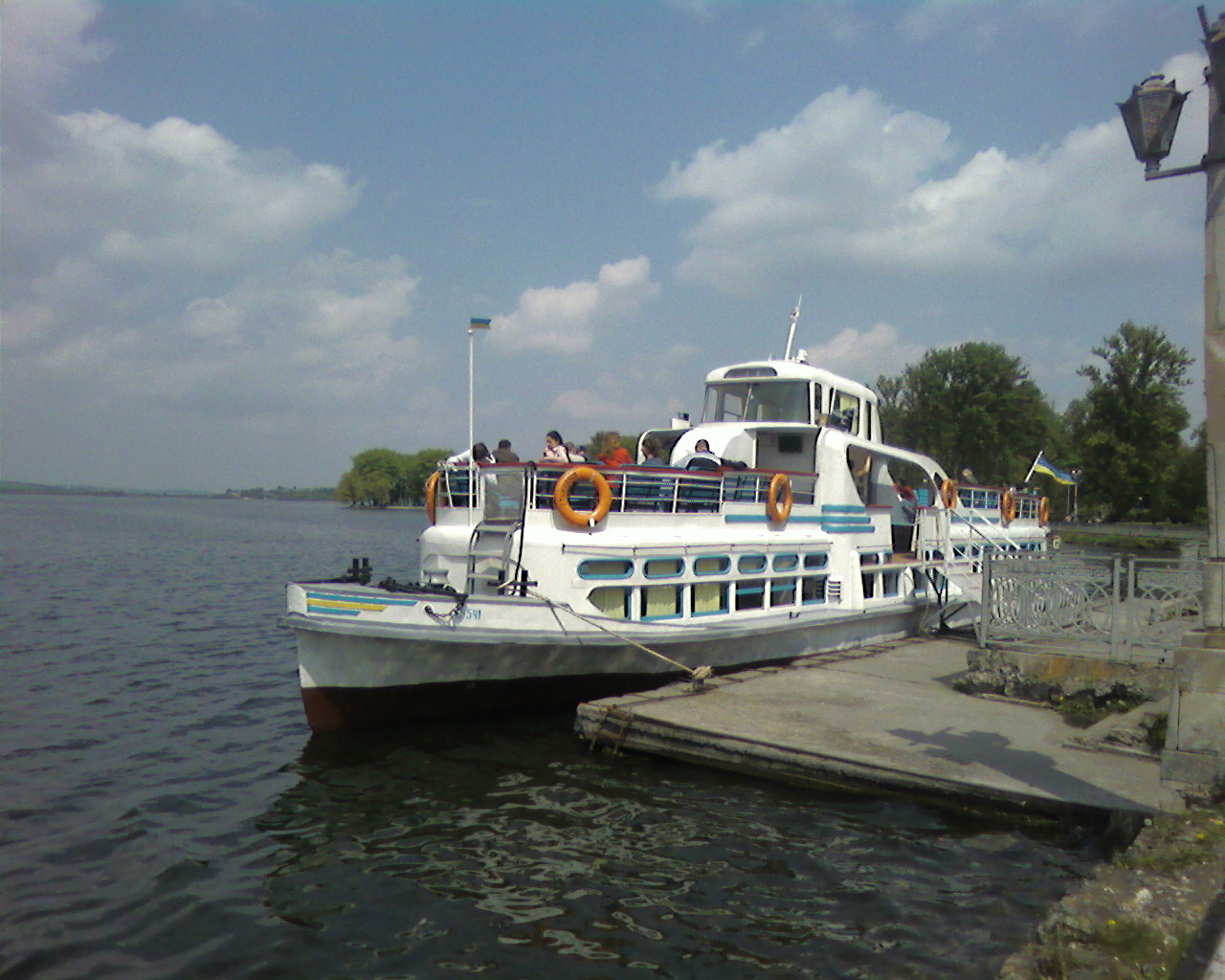
Un vaixell "Heroy Tantsorow" al llac Ternòpil

En 1772 la ciutat caigué sota el domini de l'Imperi Austrohongarès. En 1809 la ciutat va estar sota el domini rus, que va crear-hi el krai de Ternópol. En 1815 la ciutat (llavors amb 11.000 habitants) va tornar al domini austríac, de conformitat amb el Congrés de Viena. En 1820 els jesuïtes van ser expulsats de Pólatsk pels russos que establiren un gymnasium a Ternòpil. En 1870 una línia ferroviària connectà Ternòpil amb Lviv, la qual cosa accelerà el creixement de la ciutat. En aquest moment Ternòpil tenia una població de prop de 25.000 habitants.

### Segle XX
La regió era part de la Galítsia dels Habsburg i era una barreja ètnica dels polonesos, principalment catòlics romans, rutens grecocatòlics, i jueus. Els matrimonis entre polonesos i rutens era comuns. Durant la Primera Guerra Mundial la ciutat va passar diverses vegades de les forces alemanyes i austríaques a les forces russes. En 1917 va ser incendiada per les forces russes que fugien. Després de la dissolució de l'Imperi Austrohongarès, la ciutat es proclamà part de la República Popular d'Ucraïna Occidental. L'11 de novembre 1918 després que les forces poloneses capturessin Lwow durant la guerra polonesoucraïnesa, Ternópol convertir en capital provisional del país (22 novembre-30 desembre 1918).
Després de l'acte d'unió entre la República Popular d'Ucraïna Occidental i la República Popular d'Ucraïna (RPU), Ternópol passà formalment a estar sota el control de la RPU. El 15 de juliol 1919, la ciutat va ser capturada per forces poloneses. El 1920, l'exiliat govern ucraïnès de Símon Petliura acceptà el control polonès de Ternopol i de tota la zona després de rebre la garantia de Józef Piłsudski el mariscal de camp d'origen lituà de l'exèrcit polonès, que no hi hauria pau amb els russos sense crear un estat ucraïnès. Al juliol i agost de 1920, l'Exèrcit Roig Ternopol capturà en el curs de la Guerra poloneso-soviètica. La ciutat fou llavors la capital de la República Socialista Soviètica de Galítsia. Tot i que els polonesos i els seus aliats ucraïnesos mal derrotaren els russos en el camp de batalla i els russos havien ofert de cedir Ucraïna i Belarús, els polítics polonesos a Varsòvia es van negar a complir la promesa de Piłsudski. Segons els termes de la pau de Riga, els soviètics i polonesos es repartiren efectivament Ucraïna. Durant els següents 19 anys, la zona ètnicament mixta de Ternopol es va mantenir sota el control polonès.
De 1922 a setembre de 1939, Ternopol fou la capital del Voivodat de Tarnopol que es componia de 17 powiats. El nacionalisme ucraïnès va ser recolzat per l'Organització dels nacionalistes ucraïnesos, i la branca local de Ternopol va ser dirigida per Roman Paladitxuk i Iaroslav Stetskò, el futur líder de l'OUN.
Després del 17 de setembre de 1939 l'Exèrcit Roig va entrar en Est de Polònia, en compliment del Pacte Mólotov-Ribbentrop i contravenint el tractat de no-agressió soviètic-polonès i va capturar Ternopol, que va passar a anomenar-se Ternòpil i la incorporat en el si de la República Socialista Soviètica d'Ucraïna. Es van produir detencions massives, tortures i execucions d'ucraïnesos i polonesos. Els soviètics també van dur a terme deportacions massives dels "enemics de la classe obrera" al Kazakhstan. A la pràctica, això es va traduir en els membres de l'anterior administració estatal, la policia, el servei de fronteres, terratinents i propietaris de negocis.
El 1941 la ciutat va ser ocupada pels alemanys nazis que van continuar exterminant la població, assassinant els jueus i enviant els ucraïnesos com a treballadors forçats a Alemanya. En els anys 1942-1943 la polonesa Armia Krajowa va estar activa en l'oposició al govern nazi i en la defensa dels polonesos ètnics de violència per part dels nacionalistes ucraïnesos. Durant l'alliberament soviètic al març i abril de 1944, la ciutat va ser encerclada. Al març de 1944 la ciutat va ser declarada plaça forta per Adolf Hitler, que hauria de ser defensada fins que l'última filera de soldats fos tirotejada. La dura resistència alemanya dura va causar un ampli ús d'artilleria pesant per part l'Exèrcit Roig, el que resultà en la destrucció total de la ciutat i la mort de gairebé tots els ocupants alemanys (55 supervivents de 4500). A diferència de moltes altres ocasions, on els alemanys havien practicat una política de terra cremada durant la seva retirada dels territoris de la Unió Soviètica; en aquest cas la devastació va ser causada directament per les hostilitats.
Després de la derrota de l'Alemanya nazi, la població ètnicament polonesa de la regió de Ternopol va ser deportada per la força a l'antic territori alemany prop de Wrocław (Breslau), com a part de la neteja ètnica soviètica de l'actual Ucraïna. Després de la Segona Guerra Mundial Ternòpil va ser reconstruïda en estil típicament soviètic. Només uns pocs edificis van ser reconstruïts. Des de 1991 Ternòpil ha format part de la Ucraïna independent, juntament amb altres ciutats de l'oest d'Ucraïna.

### Ternòpil jueva
Els jueus polonesos es va establir a Ternòpil començament en la seva fundació i aviat van formar una majoria de la població. Durant els segles xvi i xvii hi havia 300 famílies jueves a la ciutat. La Gran Sinagoga de Ternòpil va ser construït en estil neogòtic entre 1622 i 1628. Entre les ciutats destruïdes pel Bohdan Khmelnitski durant la seva marxa des de Zòlotxiv a través de Galítsia hi hagué Tarnopol, una gran part de la població jueva de la qual duia terme un intens comerç. Poc després, però, quan el cosacs hagueren estat sotmesos per Joan III de Polònia, la ciutat va començar a prosperar de nou, i la seva població jueva va superar totes les xifres anteriors. Cal assenyalar que el hassidisme en aquest moment dominava la comunitat, que es va oposar a qualsevol introducció de la cultura occidental. Durant els temps difícils en l'última part del segle xviii, la ciutat va ser presa per assalt (1770) pels seguidors de la Confederació de Bar, que va massacrar molts dels seus habitants, especialment els jueus.
Després de la segona partició de Polònia, Ternòpil va caure sota el domini d'Àustria i Josef Perl va ser capaç de continuar els seus esforços per millorar-hi la condició dels jueus, una tasca que havia començat sota el domini rus. En 1813 va fundar una escola jueva que tenia com a principal objecte la instrucció de la joventut jueva en alemany, així com en hebreu i en diversos altres temes. La controvèrsia entre el hassidisme tradicional i el modern haskalà que va causar aquesta escola, va acabar quatre anys més tard amb la victòria d'aquest últim corrent, amb la qual cosa la institució va rebre el reconeixement oficial i va ser posada sota control comunal. A partir de 1863, la política de l'escola es va modificar gradualment per influències poloneses, i se li va donar molt poca atenció a la instrucció en alemany. El Tempel für Geregelten Gottesdienst, obert per Perl el 1819, també va causar dissensions dins la comunitat, i el seu rabí, Shlomo Iehudà Rapoport, es va veure obligat a retirar-se. Aquesta diferència també es va resoldre finalment a favor del haskalà. A partir de 1905, la comunitat jueva era de 14.000 persones en una població total de 30.415. Els jueus van prendre el control de l'actiu comerç d'importació / exportació amb Rússia que es duia a terme a través de la ciutat fronterera de Pidvolotxisk.
El 1941, 500 jueus van ser assassinats en els terrenys del cementiri cristià de Ternòpil pels habitants locals amb armes manllevades d'un campament de l'exèrcit alemany. Segons entrevistes dutes a terme per un sacerdot catòlic, el pare Patrick Desbois, alguns dels cossos foren decapitats. El setembre del 1941, els alemanys van anunciar la creació d'un gueto jueu de la ciutat. En l'hivern de 1941/42, la mortalitat al gueto es va intensificar fins a tal grau que el judenrat es va veure obligat a enterrar els morts en una fossa comuna. Entre l'agost 1942-juny 1943 hi va haver 5 "seleccions" que esgotaren la població jueva del gueto amb l'enviament dels jueus al camp d'extermini de Belzec. Uns centenars de jueus de Tarnopol i el seu veïnatge van intentar sobreviure amagant-se dins dels límits de la ciutat. Molts van ser denunciats als alemanys, incloent unes 200 persones, poc abans que els soviètics alliberessin la zona. Un cert nombre de jueus van sobreviure amagant-se amb els polonesos. El 1996 es va construir a Piotrovski un monument en memòria de les víctimes de l'Holocaust. El 19 de setembre de 2012, el monument va ser profanat, en el que sembla un acte antisemita.

## Economia i cultura
La ciutat és seu d'una de centres 4 d'educació superior, com ara Universitat Nacional de Medicina de Ternópil Ivan Horbachevskii.

## Residents notables
| - Kazimierz Ajdukiewicz - Józef Arkusz - Hermann Balck - Eugeniusz Baziak - Iòssef Babad - Aleksander Brückner - Hanna Havrilets, compositora - Oleh Holovtxak - Lubomir Húsar - Tomasz Chołodecki - Alter Kacyzne | - Stanisław Koniecpolski - Nachman Krochmal - Władysław Langner - Vladimir Levitski - Mike Mazurki - Friedrich von Mellenthin - Kazimierz Michałowski - Khristina O. Bidna - Soma Morgenstern - Józef Olszyna-Wilczyński - Kazimierz Orlik-Łukoski | - Rudolf Pöch - Pisso V. Iaroslav - Ivan Puliui - Solomon Judah Loeb Rapoport - Fritz von Scholz - Rudi Stephan - Julian Stryjkowski - Maksim Kovaltxuk - Jan Tarnowski - Casimir Zeglen - Danilkiv A. Roman - Vira Zozuliya - Zorian Bezkorovajni del grup Nameless (UA, Ternopil) |

## Ciutats agermanades
Ternòpil està agermanada amb:
| - Penza a Rússia - Sliven a Bulgària - Yonkers als Estats Units (des del 1991) - Elbląg a Polònia (des del 1992) | - Chorzów a Polònia - Tarnów a Polònia - Batumi a Geòrgia |